# オットー1世 (シェイエルン伯)
オットー1世（ドイツ語: Otto I.、1020年ごろ？ - 1072年12月4日）は、シェイエルン伯。ヴィッテルスバッハ家の先祖のうち、確認できる者のなかで最古の者であり、家祖とされる。

## 生涯
オットー1世の父親はペグニッツ伯ハインリヒ1世で、母親はアルトドルフ伯クーノ1世の娘である。バイエルン地方のフライジングのフォークト（代官）に任命された。1073年の文献において"Comes de Skyrun"（ラテン語で「シェイエルン伯」の意）と呼ばれた。1072年12月4日、エルサレムへの巡礼の道中に亡くなった。

## 家族
オットー1世は2度結婚し、1度目の妻はメギンハルト・フォン・ライヒェルスボイエルンの娘だったが、名前は知られていない。1057年ごろ、彼はディーセン伯フリードリヒ2世の娘ハツィガと結婚した。オットー1世の息子がそれぞれオットー1世とどの妻との間の息子であるかは諸説あるが、4人の息子は相次いでシェイエルン伯位を継いだ。
- エッケハルト1世 - シェイエルン伯
- ベルンハルト1世（1102年/1104年3月2日没） - シェイエルン伯
- オットー2世（1110年/1120年/1122年10月21日没） - シェイエルン伯
- アルノルト1世（1123年頃没） - シェイエルン伯、ダッハウ伯